# خليج سوانزي

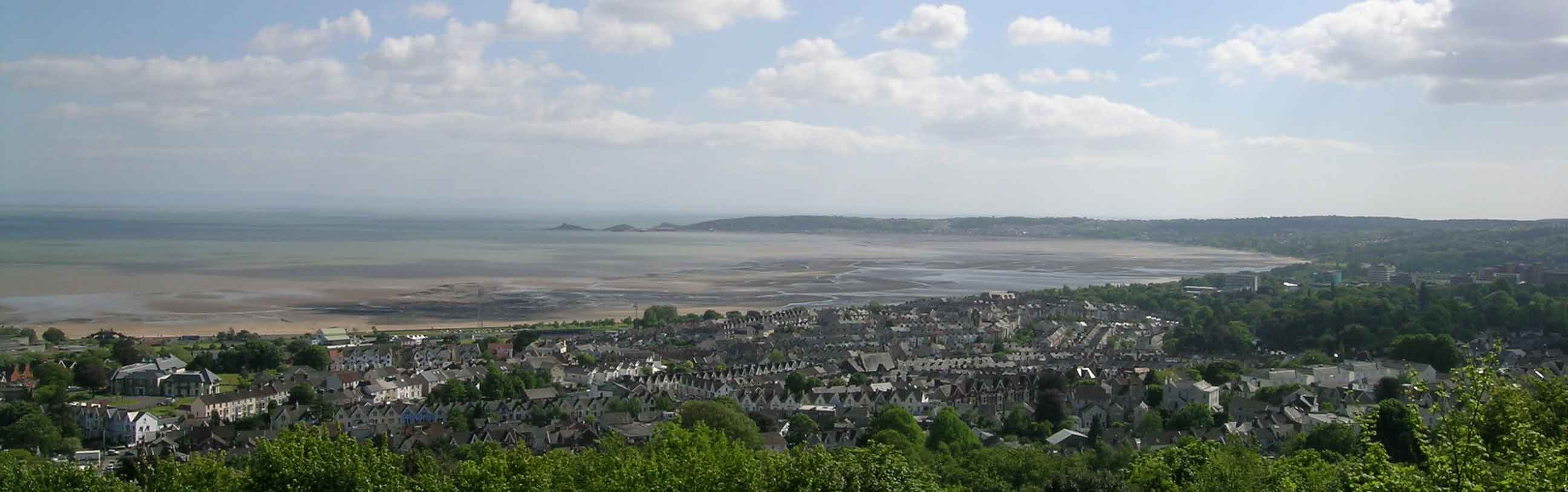
خليج سوانزي كما يظهر من تاونهيل

خليج سوانزي (بالإنجليزية: Swansea Bay، بالويلزية:Bae Abertawe)‏ هو خليج يطل على قناة بريستول في ساحل جنوب ويلز. ومن المدن الهامة عليه سوانزي وبورت تالبوت. كما تصب فيه أنهار نيث، تاوي، أفان، كينفيغ.
هذا الخليج (وكذلك المنطقة الشمالية من قناة بريستول) يتعرض لتغيرات كبيرة في المد. موانئ الشحن في خليج سوانسي هي أحواض سوانسي، ميناء تالبوت دوكس وبريتون فيري وارفس.

## التاريخ

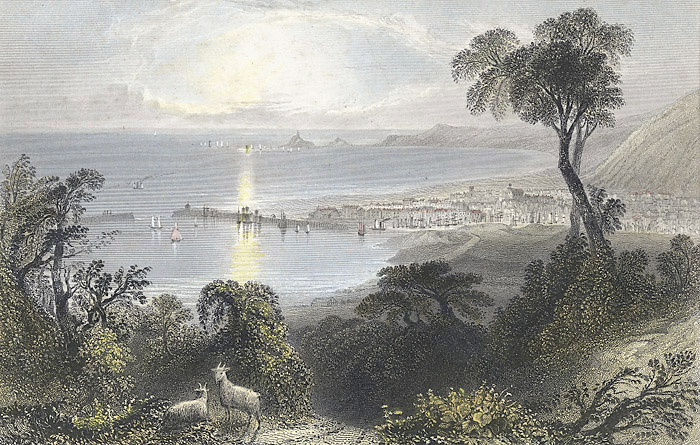
لوحة تظهر خليج سوانزي مع بلدة. تبحر السفن في البحر وتظهر منارة في الخلفية.

كان صيد المحار ذات مرة صناعة هامة في خليج سوانسي، حيث عمل به 600 شخص في ذروته في ستينات القرن الثامن عشر. إلا أن الإفراط في صيد الأسماك والمرض والتلوث أدت إلى القضاء على المحار بحلول عام 1920. وفي عام 2005، أعلن عن خطط لإعادة إدخال مزارع تربية المحار. 